# 蒼井里紗
蒼井 里紗（あおい りさ、1978年3月28日 - ）は、日本のフリーアナウンサー、構成作家で、元青森テレビアナウンサー。
本名（旧姓）及び局アナ時代の呼称は大沼 理沙（おおぬま りさ）。東京俳優生活協同組合（俳協）所属。

## 概歴
宮城県仙台市出身、白百合女子大学文学部フランス語フランス文学科卒。
大学卒業後、2000年に青森テレビ入社。局アナ時代は「ニュースの森」のレポーターなどを務めるが、2002年に退社。
その後フジテレビの子会社である制作プロダクション会社・八峯テレビに入社し、ディレクターなどを務める。後にCSプロ野球ニュースにアシスタントとして出演していたが、当時は同番組のフロアディレクターだった。
2006年10月に俳協ボイスアクターズスタジオに入校、俳協所属のフリーアナウンサーとして活動を開始した。
2010年7月に1歳年上のカメラマンと婚約。
2010年12月にラジオレギュラー番組FM-FUJI「SUNDAY IN THE PARK」で妊娠発表と産休に入るため、12月の放送をもって番組を卒業した。2011年3月6日に第1子（長男）を出産。

## 主な出演番組

### 青森テレビ時代
- ATVニュースワイド
- こちら長島一丁目
- おしゃべりハウス
- ニュースの森

### フリー後

#### テレビ
- いいものさがし ちい散歩くらぶ（テレビ朝日、月 - 金「ちい散歩」内 番組後半）
- カメラのキタムラ TVショッピング（BS-TBS 水曜日 17:00 - 17:30、BS日テレ木曜日 11:00 - 11:30）アシスタント
- うわさ体感バラエティ くちこみっ（2010年4月 - 9月、フジテレビ、火曜日 11:00 - 11:30）ナレーション
- 女優魂（中京テレビ・日本テレビ）
- TV☆Lab（BSフジ）
- CSプロ野球ニュース（2007年度、フジテレビ739）
- 月光音楽団（TBS）ナレーション
- TOKYOインフォメーション（TOKYO MX、月 - 金「U・LA・LA@7」内 7:15 - 7:20）水・木・金担当
- ハイビジョン特集（NHK BSプレミアム）ナレーション

#### ラジオ
- 水野雄仁のサンデージャイアンツプライド（ラジオ日本）
- SUNDAY IN THE PARK （FM-FUJI 2008.4 - 2010.12）

#### 駅自動放送[1]
- 新永楽型放送 - 2014年11月28日〜・金沢駅JR東日本東北地方中心、あしかがフラワーパーク駅
- JR西日本COSMOS型放送 - 2015年~・北陸新幹線（糸魚川駅 - 敦賀駅）

#### その他の媒体
- 夕刊フジTV（モバHO!）